# Alexander Hamilton Bridge
Die Alexander Hamilton Bridge ist eine achtspurige Straßenbrücke in New York City, die Manhattan über den Harlem River mit der Bronx verbindet. Sie ist nach Alexander Hamilton, einem der Gründerväter der Vereinigten Staaten, benannt und wurde am 15. Januar 1963 eröffnet.

## Verkehr
Die Brücke ist Teil der durch New York City führenden Hauptverkehrsroute in Nord-Süd-Richtung, die aus der Interstate 95 und dem U.S. Highway 1 gebildet wird. Sie verbindet den Trans-Manhattan Expressway mit dem Cross Bronx Expressway. Von dem am Westufer des Flusses entlangführenden Harlem River Drive und der am Ostufer liegenden Interstate 87 führen Rampen auf die 30 Meter darüber liegende Brücke, die wegen ihrer beinahe kreisförmigen Form landläufig als Corkscrew (engl. für „Korkenzieher“) bezeichnet werden.
Die Alexander Hamilton Bridge gilt als die am stärksten befahrene aller Brücken über den Harlem River. Sie ist für ihre notorischen Verkehrsstaus bekannt und belegte im Jahr 2017 Platz 25 auf der Liste der schlimmsten Verkehrsstörstellen der USA.

## Geschichte
Die Brücke wurde zur Entlastung der Washington Bridge gebaut. Dies wurde nötig, nachdem die zweite untere Ebene der George Washington Bridge im Jahr 1962 eröffnet wurde. 90 % der Baukosten wurden von der Bundesregierung übernommen, weil die Brücke zum Fernstraßennetz gehört.
Baubeginn der Alexander Hamilton Bridge war 1960. Die Stahlbögen waren im Frühjahr 1962 fertiggestellt und die Eröffnung fand im Januar 1963 statt. Die Rampen zu den darunter liegenden Straßen wurden erst 1964 fertiggestellt.
Das Bauwerk ist mit den Rampen 724 Meter lang. Die Hauptbrücke besteht aus zwei nebeneinander liegenden 169 Meter langen genieteten Stahlbögen, die je vier Fahrstreifen und ein Standstreifen tragen. Ihre Spannweite beträgt 112 Meter.
In den Jahren 2009 bis 2013 wurde die Brücke für 407 Mio. US-Dollar renoviert. Der Auftrag war damals der größte von der für die Straßenverkehrsinfrastruktur zuständigen New Yorker Behörde NYSDOT vergebene Einzelauftrag. Er wurde von der China Construction America, einem Tochterunternehmen des staatlichen chinesischen Bauunternehmens China State Construction Engineering (CSCEC), in einem Joint Venture mit Halmar International ausgeführt.